# Wild Man Fischer
Larry Wayne Fischer (6 de noviembre de 1944 - 16 de junio de 2011), más conocido como Wild Man Fischer, fue un compositor americano. Fue notable por ser responsable por el primer lanzamiento de Rhino Records, Go To Rhino Records (1975).

## Muerte
Fischer murió en Los Ángeles el 16 de junio de 2011, por problemas al corazón.

## Discografía
- Mayo 1968 - Laminas
- 1969 - An Evening with Wild Man Fischer, Bizarre Records
- 1975 - "Go To Rhino Records" (sencillo), Rhino Records
- 1977 - Wildmania, Rhino Records
- 1981 - Pronounced Normal, Rhino Records
- 1981 - "Don't Be A Singer"/"I Got A Camera"/"Do The Salvo" (sencillo), Rhino Records
- 1983 - Nothing Scary, Rhino Records
- 1999 - The Fischer King, Rhino Records